# 赫伯特·魏纳

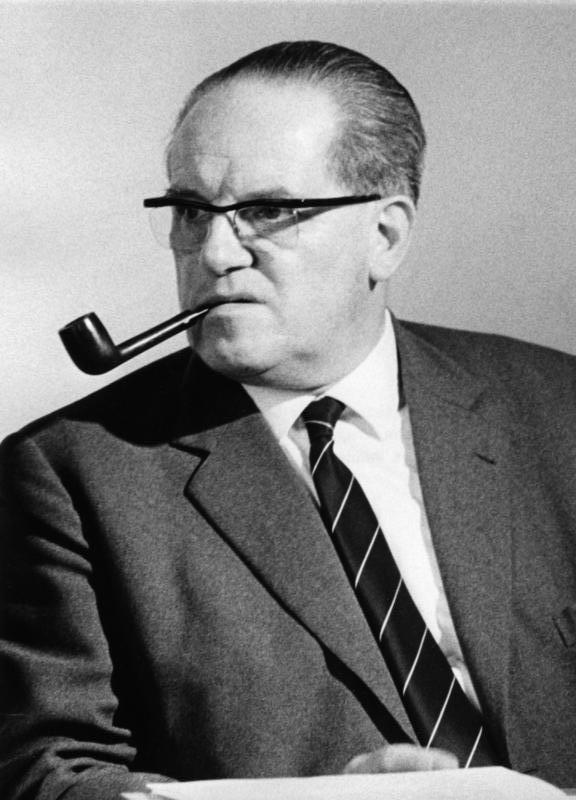
赫伯特·魏纳

赫伯特·里夏德·维纳（Herbert Richard Wehner，1906年7月11日—1990年1月19日）是一位德国政治人物，曾是德国共产党党员。1933年1月希特勒夺权后，维纳在萨尔参与过共产主义抵抗组织开展的反纳粹抵抗运动。1935年，萨尔被重新並入德國版图，维纳出国流亡，先抵达巴黎，后又在1937年前往莫斯科，住在柳克斯大厦，为《德意志中央报》撰稿。大清洗期間，维纳为自保而向內務人民委員部出卖了多位党内同志。
1941年，维纳來到瑞典境内，意在重新进入德国，但却在1942年在斯德哥尔摩被捕，他被控犯有间谍罪，被判入狱。德共政治局领导威廉·皮克因此把他开除出了党组织。魏纳在二战后加入德国社会民主党。1966-69年间，维纳曾担任德國聯邦德內關係部部长，之后又担任德国联邦议院德国社会民主党黨團主席，直到1983年为止。
赫伯特·魏纳在德国联邦议院擔任議員，以刻薄的言语和质问方式而知名，他经常对自己反对的议员们进行人身攻击。他曾在一次会议期间被议会主席77次（也有资料称是78或79次）正式谴责，至今仍是这项纪录的保持者。